# Psammophis
Psammophis – rodzaj węży z rodziny Psammophiidae.

## Zasięg występowania
Rodzaj obejmuje gatunki występujące w Afryce (Egipt, Libia, Algieria, Maroko, Mauretania, Mali, Senegal, Gambia, Gwinea Bissau, Gwinea, Sierra Leone, Liberia, Burkina Faso, Wybrzeże Kości Słoniowej, Ghana, Benin, Togo, Nigeria, Kamerun, Niger, Czad, Egipt, Sudan, Sudan Południowy, Erytrea, Dżibuti, Etiopia, Somalia, Kenia, Uganda, Rwanda, Burundi, Republika Środkowoafrykańska, Gabon, Kongo, Demokratyczna Republika Konga, Tanzania, Malawi, Zambia, Angola, Namibia, Botswana, Zimbabwe, Mozambik, Eswatini i Południowa Afryka) i Azji (Arabia Saudyjska, Jemen, Oman, Zjednoczone Emiraty Arabskie, Kuwejt, Libia, Jordania, Izrael, Azerbejdżan, Irak, Iran, Turkmenistan, Uzbekistan, Kazachstan, Kirgistan, Tadżykistan, Afganistan, Mongolia, Chiny, Indie, Pakistan, Nepal, Mjanma, Laos, Tajlandia, Kambodża, Wietnam i Indonezja). W miocenie przedstawiciele rodzaju występowali też na terenie Europy (Hiszpania).

## Systematyka

### Etymologia
- Psammophis: gr. ψαμμος psammos „piasek”[13]; οφις ophis, οφεως opheōs „wąż”[14].
- Taphrometopon: gr. ταφρος taphros „rów”[15]; μετωπον metōpon „czoło”, od μετα meta pomiędzy; ωψ ōps, ωπος ōpos „oczy”[16]. Gatunek typowy: Coluber (Taphrometopon) lineolatus Brandt, 1838.
- Philodendros: gr. φιλος philos „miłośnik”, od φιλεω phileō „kochać”[17]; δενδρον dendron „drzewo”[18]. Gatunek typowy: Dendrophis praeornatus Schlegel, 1837.
- Chorisodon: gr. χωρις khōris „oddzielnie, osobno”[19]; οδους odous, οδοντος odontos „ząb”[20]. Gatunek typowy: Chorisodon sibericum A.M.C. Duméril & Bibron, 1854 (= Coluber (Taphrometopon) lineolatus Brandt, 1838).
- Phayrea: gen.-por. Sir Arthur Purves Phayre (1812–1885), oficer British Army, komisarz Arakan w latach 1849–1852, komisarz Pegu w latach 1852–1862, komisarz Birmy Brytyjskiej w latach 1862–1867[6][21]. Gatunek typowy: Phayrea isabellina Theobald, 1868 (= Coluber condanarus Merrem, 1820).
- Dromophis: gr. δρομος dromos „biegacz”, od τρεχω trekhō „biegać”[22]; οφις ophis, οφεως opheōs „wąż”[14]. Gatunek typowy: Dendrophis praeornatus Schlegel, 1837.
- Amphiophis: gr. αμφι amphi „blisko, dookoła”[23]; οφις ophis, οφεως opheōs „wąż”[14]. Gatunek typowy: Amphiophis angolensis Barbosa du Bocage, 1872.
- Mike: etymologia nieznana, Werner nie wyjaśnił znaczenia nazwy rodzajowej[9]. Gatunek typowy: Mike elegantissimus Werner, 1924 (= Coluber condanarus Merrem, 1820).

### Podział systematyczny
Do rodzaju należą następujące gatunki:

- Psammophis aegyptius Marx, 1958
- Psammophis afroccidentalis Trape, Böhme & Mediannikov, 2019
- Psammophis angolensis (Bocage, 1872)
- Psammophis ansorgii Boulenger, 1905
- Psammophis biseriatus Peters, 1881
- Psammophis brevirostris Peters, 1881
- Psammophis condanarus (Merrem, 1820)
- Psammophis cornusafricae Šmíd, Fernández, Abdirahman-Elmi & Mazuch, 2023
- Psammophis crucifer (Daudin, 1803)
- Psammophis elegans (Shaw, 1802)
- Psammophis indochinensis Smith, 1943
- Psammophis jallae Peracca, 1896
- Psammophis leightoni Boulenger, 1902
- Psammophis leithii Günther, 1869
- Psammophis leopardinus Bocage, 1887
- Psammophis lineatus (Duméril, Bibron & Duméril, 1854)
- Psammophis lineolatus (Brandt, 1838)
- Psammophis longifrons Boulenger, 1890
- Psammophis mossambicus Peters, 1882
- Psammophis notostictus Peters, 1867
- Psammophis odysseus Georgalis & Szyndlar – wymarły, mioceński gatunek[12]
- Psammophis orientalis Broadley, 1977
- Psammophis phillipsii (Hallowell, 1844)
- Psammophis praeornatus (Schlegel, 1837)
- Psammophis pulcher Boulenger, 1895
- Psammophis punctulatus Duméril, Bibron & Duméril, 1854
- Psammophis rukwae Broadley, 1966
- Psammophis schokari (Forskål, 1775) – piaskowiec zwyczajny[24]
- Psammophis sibilans (Linnaeus, 1758)
- Psammophis subtaeniatus Peters, 1882
- Psammophis sudanensis Werner, 1919
- Psammophis tanganicus Loveridge, 1940
- Psammophis trigrammus Günther, 1865
- Psammophis trivirgatus Peters, 1878
- Psammophis turpanensis Chen, Liu, Cai, Li, Wu & Guo, 2021
- Psammophis zambiensis Hughes & Wade, 2002